# 安房温泉
安房温泉（あわおんせん）は、千葉県安房郡鋸南町竜島にある温泉。

## 泉質
- ナトリウム-炭酸水素塩・塩化物冷鉱泉
  - 泉温　18.3℃

## 温泉街
温泉街はない。浦賀水道近くの内房・勝山海岸沿いに旅館が数軒存在する。全ての旅館が紀伊の国屋グループに属している。
海岸沿いにあることから、宿の料理は季節に合わせた海鮮料理が提供される。
旅館
- 紀伊乃国屋
- 紀伊乃国屋別邸
- お宿ひるた
- さざね

## 歴史
- 昭和30年（1955年）- 清和荘が開業（現・ひるた）。
- 昭和57年（1982年）-「新館　紀伊の国屋」を新規取得開業（現　安房温泉 紀伊乃国屋）。
- 昭和63年（1988年）- 有限会社 紀伊の国屋を設立。
- 平成元年（1989年）- 温泉掘削にて温泉権を所有、安房温泉が開湯。
- 令和元年（2019年）- 旅館「さざね」を開業。

## アクセス
鉄道
- JR内房線・安房勝山駅より徒歩7分。

自動車
- 富津館山道路鋸南保田ICより国道127号経由、車で20分。